# Gloucester (Käse)

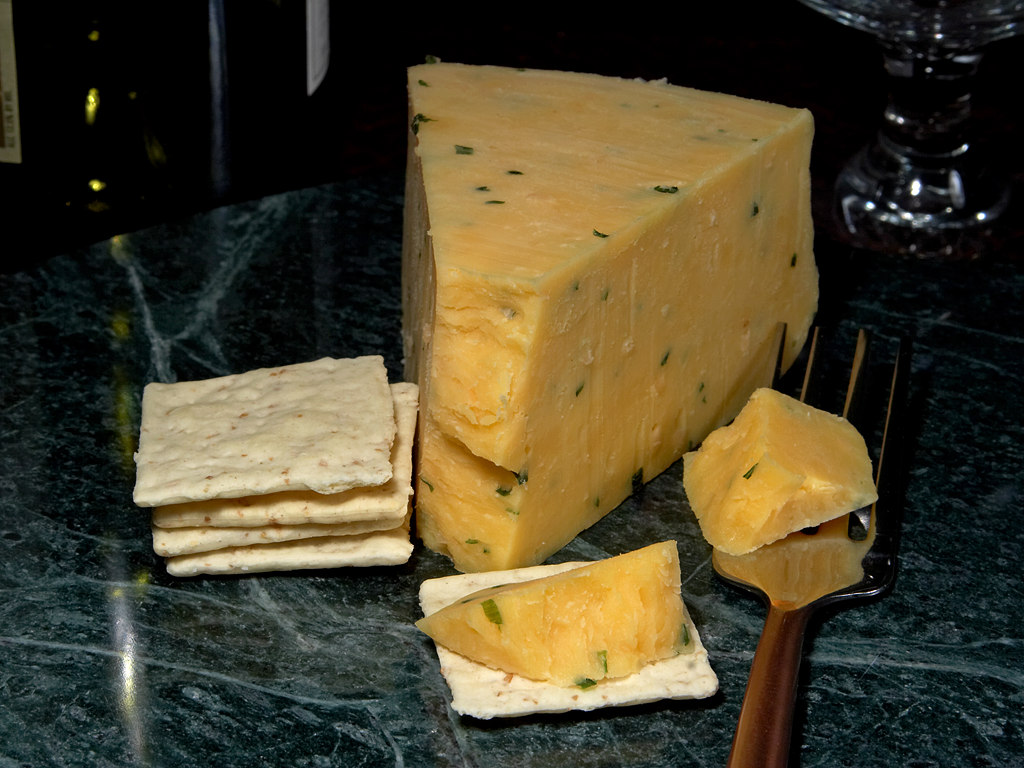
Double Gloucester

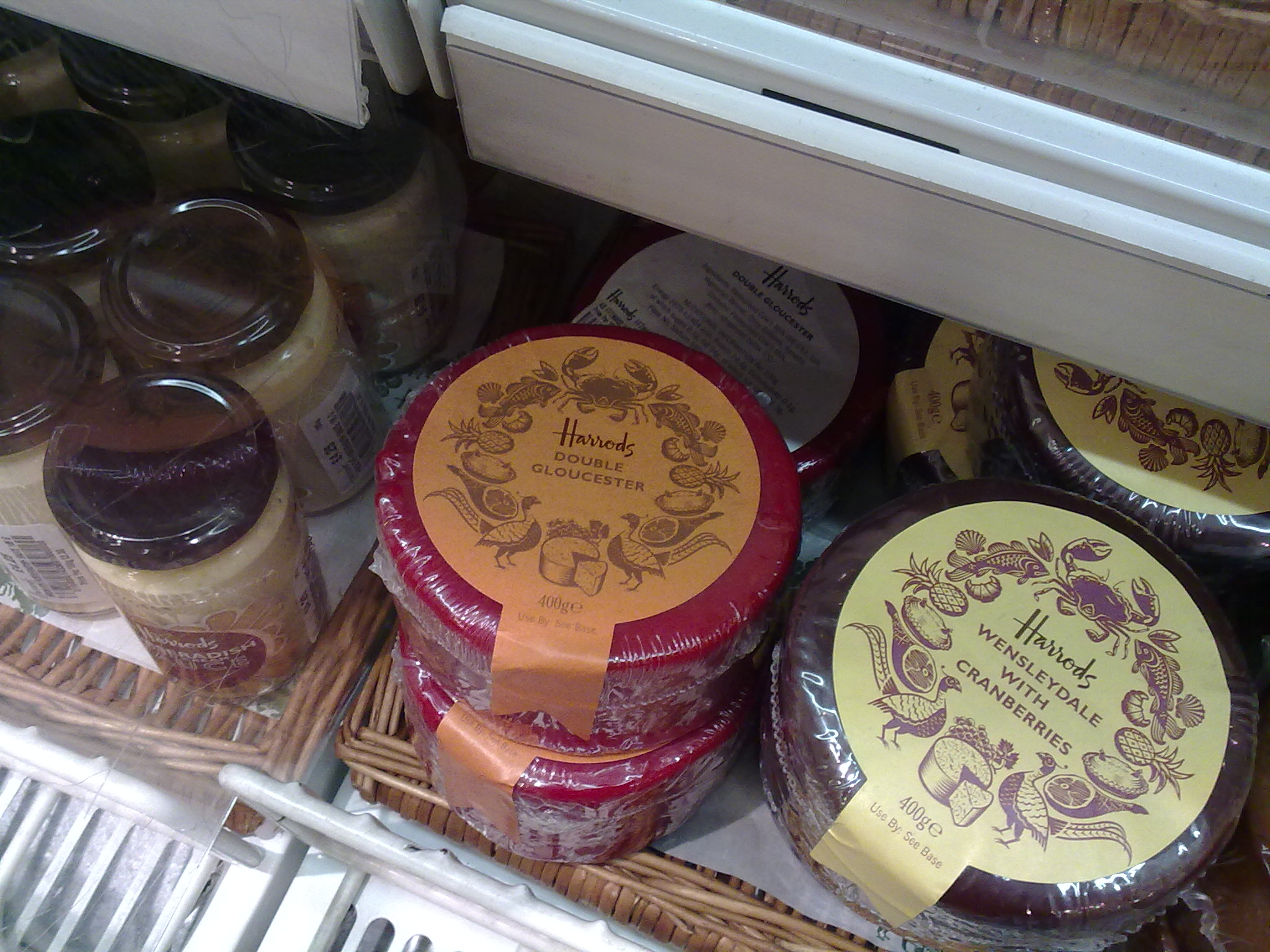
Double Gloucester

Double Gloucester [ˈdʌbl̩ ˈglɒstə] (Anhörenⓘ) ist ein aromatischer, butterartiger, weicher Käse aus England, der mit Annatto, einem natürlichen Färbemittel, versetzt wird und so eine orangefarbene Färbung erhält.
Produziert wird der Käse in Form von großen flachen runden Käselaiben, aus denen kleinere für den Verkauf herausgeschnitten werden. Der Traditional Double Gloucester wird nach sechs bis neun Monaten Reife verkauft.

Alternativ wird der Käse in Tüchern gereift, die ihm einen rustikalen Geschmack verleihen.
Für die Produktion des Gloucester-Käses wird vor allem die Milch der Gloucester-Kühe verwendet.